# Мохамед Гедо
Моха́мед На́ги Исмаи́л (араб. محمد ناجى إسماعيل‎), более известный как Ге́до (араб. جدّو‎) — египетский футболист, игравший на позиции нападающего. Выступал в сборной Египта.

## Клубная карьера
Гедо начал свою карьеру в молодёжном центре Хош Эсса. В 17 лет он перешёл в «Алааб», небольшой клуб второго дивизиона первенства Египта. В 2005 году Гедо присоединился к клубу «Аль-Иттихад» из Александрии, в октябре 2008 продлил контракт с ним до 2012 года.
Перед началом сезона 2010/11 перешёл в гранд египетского футбола «Аль-Ахли». В составе клуба с ходу выиграл суперкубок Египта и чемпионат 2010/11. В 2012 году выиграл вместе с клубом Африканскую Лигу чемпионов. В финале против клуба «Эсперанс» отметился голом на 43-й минуте (2-1).
31 января 2013 года перешёл на правах аренды в английский «Халл Сити». За «тигров» он дебютировал 9 февраля, заменив на 70-й минуте Роберта Корена. 12 февраля снова вышел на замену Корена в матче против «Дерби Каунти» и спустя пару минут забил дебютный гол. В следующем матче 16 февраля вышел в стартовом составе на матч против «Чарльтона», где забил единственный в матче гол и был заменён на 88-й минуте под овации публики. 19 февраля в матче против «Блэкберна» Гедо продолжал впечатлять, забивая в третьем матче подряд. Далее был проигранный матч «Болтону», где Гедо не отличился, зато в следующем матче забил два мяча в сетку «Бирмингема», таким образом забив за 6 матчей 5 мячей. После этого отыграл ещё 6 матчей, но отличиться не смог.
2 сентября 2013 года игрок вновь примкнул к рядам «тигров» на правах годичной аренды.

## Международная карьера
Гедо выступает за национальную сборную Египта, за которую дебютировал в матче против Малави 29 декабря 2009. Он был включён в заявку сборной на Кубок африканских наций 2010. Как говорил сам футболист, он узнал об этом из интернета и был очень удивлён. Гедо забил первый мяч в составе сборной в матче против Мали, выйдя на замену. На Кубке Африки Мохамед забил 5 мячей, по одному в ворота Нигерии и Мозамбика на групповой стадии, Камеруна в четвертьфинале, Алжира в полуфинале и Ганы в финале (единственный мяч в том финале), выходя исключительно на замену. Таким образом, Гедо стал лучшим бомбардиром турнира.

## Достижения
Международные:
- Победитель Кубка Африканских Наций 2010 (1): 2010
- Победитель Африканской Лиги чемпионов (1): 2012

Внутренние:
"Аль-Ахли":
- Чемпион Египта (1): 2010/11
- Обладатель Суперкубка Египта (1): 2010

"Халл Сити"
- Второе место в Чемпионшипе (1) 2012/13

Индивидуальные:
- Лучший бомбардир Кубка Африканских Наций (5 мячей) (1): 2010